# Kwinten Cools
Kwinten Cools (Leuven, 23 november 2002) is een Belgische atleet, die gespecialiseerd is in het kogelstoten en het discuswerpen. Hij veroverde al tweemaal de Belgische titel.

## Biografie
Cools veroverde in 2022 op het kogelstoten en discuswerpen een medaille op de Belgische kampioenschappen In 2024 werd hij met een Belgisch record U23 voor het eerst Belgisch indoorkampioen kogelstoten.
Cools is aangesloten bij Daring Club Leuven Atletiek.

## Belgische kampioenschappen
Indoor
| Onderdeel   | Jaar       |
| ----------- | ---------- |
| kogelstoten | 2024, 2025 |

## Persoonlijke records
Outdoor
| Onderdeel    | Prestatie | Datum       | Plaats  |
| ------------ | --------- | ----------- | ------- |
| kogelstoten  | 18,29 m   | 29 mei 2025 | Heusden |
| discuswerpen | 57,43 m   | 29 mei 2025 | Heusden |

Indoor
| Onderdeel   | Prestatie | Datum            | Plaats |
| ----------- | --------- | ---------------- | ------ |
| kogelstoten | 18,38 m   | 23 februari 2025 | Gent   |

## Palmares

### kogelstoten
- 2022:  BK AC - 16,12 m
- 2023:  BK indoor AC - 17,21 m
- 2023:  BK AC - 16,47 m
- 2024:  BK indoor AC - 18,27 m
- 2024:  BK AC - 18,14 m
- 2025:  BK indoor AC - 18,38 m

### discuswerpen
- 2022:  BK AC - 51,63 m